# Dépresseur
 (août 2012).
Si vous disposez d'ouvrages ou d'articles de référence ou si vous connaissez des sites web de qualité traitant du thème abordé ici, merci de compléter l'article en donnant les références utiles à sa vérifiabilité et en les liant à la section « Notes et références ».
Un dépresseur (du latin : depressus) est une substance qui ralentit l'activité du système nerveux central, réduit l'activité fonctionnelle et la coordination motrice. Il a un effet anxiolytique, hypnotique ou sédatif,.

## Dépresseurs connus
Les dépresseurs les plus connus sont les neuroleptiques, l'alcool, les opiacés, les narcotiques illicites, les barbituriques et les benzodiazépines,.
Leurs effets induisent :
- une sensation d'étourdissement ;
- une sensation de calme et de bien-être ce qui diminue l'anxiété ;
- un effet antalgique ;
- parfois des nausées ;
- un relâchement musculaire ;
- un ralentissement des mouvements et des réflexes voire perte de la coordination motrice ;
- une somnolence.

En cas de surdose, ces substances peuvent entraîner la mort par dépression respiratoire.